# Bielski-Partisanen

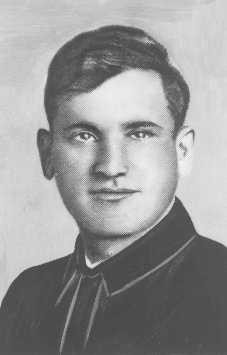
Asael Bielski

Die Bielski-Partisanen waren eine Gruppe jüdischer Flüchtlinge, die unter Führung der Brüder Tuvia, Zusja, Asael und Aharon Bielski während des Zweiten Weltkrieges als Partisanen im östlichen Teil Polens (heute: Belarus) zu überleben versuchten und gegen die Besatzungsmacht und deren Helfer kämpften.

## Entstehung
Die Familie Bielski waren Bauern und Besitzer einer Getreidemühle in dem Dorf Stankiewicze, heute Vuhli (53° 38′ N, 25° 39′ O) nordwestlich der Stadt Nowogródek. Das Gebiet gehörte zur damaligen polnischen Woiwodschaft Nowogródek und fiel im September 1939 unter sowjetische Besatzung. Nach dem deutschen Überfall auf die Sowjetunion am 22. Juni 1941 wurde in Nowogródek ein Ghetto eingerichtet, in das auch die Bielski-Familie eingesperrt wurde. Am 8. Dezember 1941 erschossen dort deutsche Soldaten, weißrussische und litauische Hilfspolizisten zwischen drei- und viertausend Juden. Unter den Opfern waren die Eltern Bielski und weitere Verwandte. Tuvia, Zusia, Asael und Aharon Bielski flohen in den nahegelegenen Naliboki-Wald, wo sie zusammen mit dreizehn Nachbarn aus dem Ghetto den Kern einer Partisanengruppe bildeten. Später stieß die Partisanin Sonia Boldo dazu, die beim Einmarsch der Deutschen von der Bielski-Brigade gerettet worden war. Sie wurde Mitglied der Partisanengruppe und heiratete später Zus Bielski.

## Partisanenlager im Wald

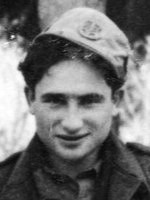
Aharon Bielski

Der Gruppenführer war Tuvia Bielski (1906–1987), der zuvor in der polnischen Armee gedient und der zionistischen Jugendbewegung angehört hatte. Er und seine Gruppe befreiten in den umliegenden Ghettos Juden, die auf diese Weise zu neuen Mitgliedern für die Gruppe im Naliboki-Wald wurden. Hunderte Männer, Frauen und Kinder fanden so den Weg ins Partisanenlager. Die Gruppe der Bielskis wuchs auf diese Weise bis 1944 auf eine Größe von insgesamt etwa 1.200 Menschen an, die dadurch vor dem Tod gerettet wurden. Im unzugänglichen, urwaldähnlichen Naliboki-Waldgebiet wurde während dieser Zeit ein Gemeinwesen eingerichtet, das nahezu vollständig autark den täglichen Bedarf der Flüchtlinge bereitstellen konnte. Handwerker stellten die Dinge zum täglichen Gebrauch her und reparierten alle vorhandenen Geräte. Es gab eine Schule für 60 Kinder, eine Synagoge, ein Krankenhaus und ein Gericht. Die Gemeinschaft diente zugleich als Zufluchtsort und als Basislager der größten jüdisch bestimmten Partisaneneinheit während des Zweiten Weltkrieges. Dieses geheime Walddorf wurde „Jerusalem im Wald“ oder „Bielsk-Schtetl“ genannt.

## Kampfhandlungen
Die Bielski-Partisanen bekämpften hauptsächlich Kollaborateure, z. B. Weißrussen, die sich zur Weißruthenischen Hilfspolizei meldeten, oder Einheimische, die Juden verrieten oder ermordeten. Sie verübten auch Sabotageakte gegen die Besatzungstruppen, worauf diese im Rahmen der „Partisanenbekämpfung“ Tausende teils unbeteiligter Zivilisten ermordeten und so die Bevölkerung terrorisierten. Die Besatzungsverwaltung setzte eine Belohnung von 100.000 Reichsmark für die Hilfe zur Ergreifung von Tuvia Bielski aus. Im Juli und August 1943 gingen deutsche Einheiten auf Anordnung des SS- und Polizeiführers Curt von Gottberg gegen die Lager und Stützpunkte der Partisanengruppen in den Naliboki-Wäldern vor. (→Kampfgruppe von Gottberg) Die Gruppe um die Bielski-Brüder, Zivilisten wie Partisanen, flüchteten sich in entlegenere Gegenden des Waldes.

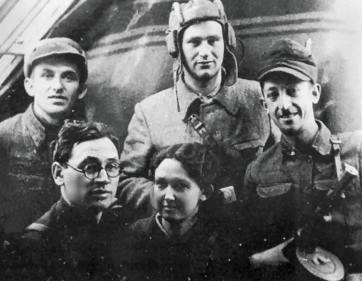
Jüdische belarussische Partisanengruppe

Die Bielski-Partisanen standen mit sowjetischen Partisanen im Naliboki-Wald unter General Platon (richtiger Name: Wassili Jehimowitsch Tschernyschew) in Verbindung und wurden lose zur sogenannten „Kalinin-Einheit“ gerechnet. Allerdings blieben die jüdischen Widerstandskämpfer eine unabhängige Einheit unter Tuvia Bielskis Kommando. Da sie sich nicht der Roten Armee unterstellten, konnten sie weiterhin die vielen jüdischen Flüchtlinge schützen, die sich ihnen angeschlossen hatten. Im Sommer 1944 zerschlug die Rote Armee mit der Operation Bagration die Heeresgruppe Mitte und vertrieb die deutschen Besatzungstruppen. Nun konnten die Bielski-Partisanen – insgesamt 1.230 Männer, Frauen und Kinder – den Wald verlassen und sich nach Nowogródek zurückbegeben. Das gesamte Gebiet wurde durch die Sowjetunion annektiert.
Asael Bielski diente anschließend in der sowjetischen Armee und fiel 1945 in der Schlacht um Ostpreußen. Nach dem Krieg kehrte Tuvia Bielski nach Polen zurück, emigrierte dann 1945 nach Palästina und wanderte anschließend mit seinen Brüdern Zusya und Aharon in die Vereinigten Staaten aus.

## Verfilmungen
- 2008 wurde die Geschichte der Partisanentruppe von Edward Zwick in Defiance – Für meine Brüder, die niemals aufgaben (mit Daniel Craig und Liev Schreiber) verfilmt.